# Macrolobium angustifolium
Macrolobium angustifolium är en ärtväxtart som först beskrevs av George Bentham, och fick sitt nu gällande namn av John Macqueen Cowan. Macrolobium angustifolium ingår i släktet Macrolobium och familjen ärtväxter. Inga underarter finns listade i Catalogue of Life.